# Comte de Mortain

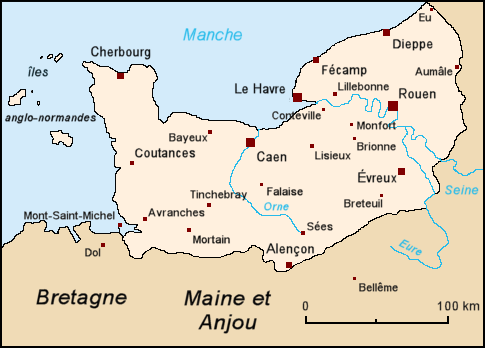
Mortain sur une carte de la Normandie historique

Le titre de comte de Mortain fut porté par deux rois d'Angleterre, des rois de Navarre et de nombreux membres de diverses familles royales et ducales. Ce fut dans ses premiers siècles d'existence un titre très prestigieux, mais son importance décrut vers le XIVe siècle pour ne devenir qu'un titre accessoire.
Le comté de Mortain fut un comté médiéval centré sur la ville de Mortain (Manche). Les ducs de Normandie y placèrent des membres de leur famille.

## Histoire du titre

### Période anglo-normande
Les débuts du comté de Mortain, et par conséquent des comtes de Mortain, sont très mal connus. En 1946, l'historien David C. Douglas fait l'hypothèse que le premier comte de Mortain est Robert, fils illégitime de Richard Ier, duc de Normandie, et d'une maîtresse inconnue. Robert est responsable d'un grand territoire incluant Mortain, le Mont-Saint-Michel et la région d'Avranches vers 1015. Douglas le considère comme le premier comte de Mortain, même s'il était probablement plus un comte de l'Avranchin. Le Vita Gauzlini identifie clairement ce Robert comme frère du duc Richard II, son fils Richard comme le neveu du duc, et précise que ce Richard fut exilé outremer en 1026, après s'être rebellé.
Pour Claude Groud-Cordray et David Nicolas-Méry, le comté de Mortain est né après 1047, consécutivement à la bataille de Val-ès-Dunes. Sa fondation résulte de la volonté du duc Guillaume le Batard de retirer à Avranches son statut de capitale comtale octroyé par Richard Ier. Afin d'éviter qu'un « État tampon » se forme aux marges de son duché, le jeune duc déplace Guillaume Guerlenc alors comte d'Avranches, vers Mortain qui de ce fait devient le nouveau pôle politique du diocèse d'Avranches ; Avranches devient une simple vicomté qui échoit à la famille des comtes du Hiémois, les Goz, et plus précisément à Richard Goz puis à Hugues d'Avranches, son fils.
Pour les deux historiens, le premier comte mentionné dans le sud-ouest de la Normandie n'était pas comte de Mortain mais bien comte d'Avranches ; c'est ce qu'affirme sans doute possible la Vita Gauzlini. Robert d'Avranches était responsable d'un grand territoire, incluant Mortain, le Mont-Saint-Michel et surtout toute la région ouest de l'Avranchin, vers 1015.
La transcription d'une charte qui nous est parvenue mentionne l'existence d'un comte Richard. Dans le Vita Gauzlini, André de Fleury relate les problèmes de l'abbaye de Saint-Benoît-sur-Loire avec Richard, le fils du comte Robert, qui avait été donné à l'abbaye pour y être moine, mais qui en fut retiré quand il se trouva être le seul fils survivant du comte. Il est logique de considérer que ce Richard succéda à son père et fut comte de la région d'Avranches jusqu'en 1026.
Après l'exil de ce Richard, c'est Guillaume Guerlenc (ou Guerlanc, Guerland, Warlong, Werling, Warlenc, Werlenc) qui assume la fonction comtale, mais cette fois, il est clairement établit sur Mortain. Sa parenté est sujette à débat. Pour Orderic Vital, il est le fils du comte Mauger. Pour Davis C. Douglas, il est impossible qu'il soit le fils de Mauger, le comte de Corbeil et fils de Richard Ier, pour un problème de chronologie. Mais Cassandra Potts le contredit en proposant que le comté de Mortain lui ait été donné après l'exil de son cousin Richard en 1026. Pour Groud-Cordray et Nicolas-Méry, la succession a bien lieu en 1026 mais elle porte sur le comté d'Avranches et non de Mortain
Vers 1049-1050 d'après Orderic Vital, ou après 1055 d'après des chartes qui nous sont parvenues, voire aux alentours de 1060 et peut-être pas avant 1063, Guillaume Guerlenc tombe en défaveur et est remplacé. Il est assez probable qu'il est déposé à la fin des années 1050, après les batailles de Mortemer (1054) et de Varaville (1057). On ne sait pas si la raison de cet évincement était réellement fondée. Orderic Vital raconte qu'il fut impliqué dans un complot de rébellion contre le duc et qu'il fut banni et dut s'exiler. Le duc de Normandie avait pour stratégie à cette époque de se débarrasser de l'influence des Richardides.
Le duc Guillaume remplace immédiatement Guillaume Guerlenc par son demi-frère utérin Robert de Conteville († 1090/95) qui devient donc Robert de Mortain. Celui-ci participe à la conquête de l'Angleterre, et est le deuxième seigneur le plus riche d'Angleterre après le duc et Odon de Conteville. Son fils Guillaume lui succède.
Guillaume de Mortain († 1140), allié de Robert Courteheuse, se voit confisquer son comté après la bataille de Tinchebray (26 septembre 1106). Capturé, il est emprisonné pendant de longues années, probablement jusqu'à la mort du roi Henri Ier d'Angleterre en 1135, après quoi il se fait moine.
Robert II de Vitré est fait comte par Henri Ier. Il prend ce titre dans quelques chartes de Savigny. Il l'a peu de temps et ne fait rien de remarquable.
Henri Ier Beauclerc cède le comté à Étienne de Blois, futur roi d'Angleterre, son neveu dont il a la charge depuis 1102. L'année est inconnue, probablement entre 1112 et 1119. En 1130, ce dernier est le seigneur le plus riche de l'empire de son oncle. Lorsque Étienne devient roi d'Angleterre, il prétend aussi à la possession du duché de Normandie. Dans les faits, il n'a pas le contrôle du duché, et le comté de Mortain y est son seul point d'appui.
Geoffroy Plantagenêt, le mari de l'Emperesse, attaque la Normandie en 1137 et en 1141. Mortain est en première ligne, et le comté de Mortain et l'Avranchin sont subjugués en 1142 par Henri de Fougères. Geoffroy devient duc de Normandie de jure uxoris en 1144.
Comme convenu dans le traité de Wallingford, Guillaume de Boulogne († 1159), le jeune fils du roi Étienne, déjà comte de Boulogne et comte de Surrey (par mariage), est autorisé à succéder à son père dans les terres que celui-ci avait avant son accession au trône. Il récupère donc le comté de Mortain à la mort de son père le 25 octobre 1154.
Mathieu de Boulogne prétend au titre par la suite. Il s'arrange avec Henri II d'Angleterre, vers 1168, et y renonce contre une somme d'argent,.
Richard Cœur de Lion, en succédant en 1189 à son père Henri II d'Angleterre sur le trône, donne le comté à son frère Jean sans Terre. Jean porte le titre jusqu'à sa propre accession en 1199. Il est parfois écrit que Richard a reçu ce comté de son père.
En 1204, le roi de France Philippe Auguste réussit à s'emparer de nombreuses terres de l'empire Plantagenêt, notamment la Normandie. Le comté passe donc à la couronne de France.

### Période française
Renaud de Dammartin († 1217) devint comte de Boulogne de jure uxoris en 1192 et comte de Dammartin en 1200 à la mort de son père. Philippe Auguste l'installa comte de Mortain vers 1204-1206,. Ses titres et possessions lui furent repris en 1211 quand il rendit hommage à Jean d'Angleterre. Il fut capturé à la bataille de Bouvines en 1214 et emprisonné.
Des garnisons royales furent mises dans le château de Mortain, et le comté fut érigé en pairie en 1223.
Philippe Hurepel de Clermont († 1234), fils cadet du roi Philippe, épousa la fille et héritière de Renaud de Dammartin. Il devint donc comte de Boulogne de jure uxoris en mai 1210. Son père l'investit des comtés de Mortain et d'Aumale en février 1223. Ces titres furent confirmés en février 1224 par son frère devenu Louis VIII de France.
Son fils Aubry de Dammartin († après 1284) hérita du titre à sa mort en 1232. Il abandonna tous ses titres à sa sœur pour partir s'installer en Angleterre.
En avril 1235, les comtés limitrophes de Mortain et de Domfront sont partagés entre Mathilde de Dammartin, la comtesse de Boulogne (un tiers), et le roi (le reste).
Jeanne de Dammartin († 1252), mariée à Gaucher de Châtillon († 1250) reçut le titre de son frère. Il revint à la couronne à sa mort en 1252.
M. de Gerville mentionne qu'un certain Guillaume, comte d'Artois reçut le titre, et qu'il se contenta d'en toucher les revenus. Mais il n'existe pas de Guillaume qui fut comte d'Artois. Il s'agit peut-être d'un vassal du comte d'Artois.
Jeanne II de Navarre († 1349), fille de Louis X le Hutin, reçut le comté d'Angoulême ainsi que le petit comté de Mortain en compensation de son renoncement à ses droits sur la Champagne. Elle avait été dépouillée de toutes ses possessions encore enfant par Philippe V, et c'est Philippe VI qui au début de son règne entendit ses revendications. Philippe, le mari de Jeanne, devint comte d'Évreux en 1319, et fut proclamé roi de Navarre en 1328. Ses possessions françaises furent confirmées par le traité de Villeneuve-lès-Avignon, le 14 mars 1336, date à laquelle le comté est à nouveau érigé en pairie.
Son fils Charles II de Navarre dit le Mauvais († 1387) lui succéda à la tête des comtés de Évreux et Mortain en 1344, à la suite de l'accord donné par le roi Philippe VI. Il fut roi de Navarre à la suite de sa mère Jeanne en 1349. Il tenta par de multiples complots de s'emparer du trône de France, et se vit finalement confisquer ses possessions normandes par Charles V en 1354. Le roi envoya des troupes prendre possession de ses terres et châteaux, mais Mortain fut l'une des six places fortes qui résistèrent.
Pierre de Navarre († 1412), son fils, portait le titre dès 1376-1377. Son père étant toujours vivant à cette époque, et ayant été dépouillé de toutes ses terres françaises, c'était donc très probablement un titre de courtoisie. Le comté est érigé en comté-pairie pour lui, par lettres patentes non enregistrées, en mai 1408, à la suite d'une donation de Charles VI,, son cousin. Il épousa Catherine d'Alençon, mais ils n'eurent pas de descendance.
Au décès du précédent, le titre fut donné par le roi Charles VI à son fils Louis († 1415) qui était duc de Guyenne depuis 1401.
L'Angleterre s'empare du comté de Mortain pendant la guerre de Cent Ans. Toutefois le roi continue d'agir comme s'il ne l'avait pas perdu. Voir plus bas.

### Conquête anglaise de la guerre de Cent Ans (1418-1450)
La Normandie est envahie à plusieurs reprises lors de la guerre de Cent Ans, mais l'invasion de 1418 est durable. Début 1419, les Anglais prennent Rouen, et le Mont-Saint-Michel est la dernière ville à résister.
Henri V d'Angleterre nomme plusieurs nobles à la tête des comtés historiques de Normandie (Mortain, Eu, Perche, Harcourt etc.). Le premier est un certain Edward dont on ne connaît pas le nom et qui meurt en 1419 à Mortain. Thomas Langholme lui succède un certain temps,.
Jean de Lancastre, le duc de Bedford, fut désigné régent d'Angleterre et de France à la mort d'Henri V en 1422. Il est le commandant en chef des troupes anglaises en France. Il fait détruire le château de Mortain. Il est donc considéré comme comte de Mortain puisque possesseur réel du comté.
Edmond Beaufort († 1455) reçut le comté le 14 avril 1427. Il sera plus tard comte puis duc de Somerset.
La Normandie est reprise aux Anglais en une année de 1449 à 1450 par Charles VII. Néanmoins, à la mort de Beaufort en 1455, son fils Henri († 1464) hérite d'un titre de comte de Mortain qui n'est qu'honorifique.

### Comtes français pendant l'occupation anglaise
Louis VII de Bavière († 1447), duc de Bavière (1413), épousa Catherine d'Alençon, la veuve de Pierre de Navarre en 1413, et reçut le comté de Mortain en dot. Il assuma le titre de comte de Mortain à partir de 1416.
Jean VIII d'Harcourt est créé comte de Mortain peu avant sa mort à la bataille de Verneuil (1424), par le roi Charles VII.
Le roi de France créé ensuite Jean de Dunois, comte de Dunois, bâtard de Louis de France, duc d'Orléans. Puis par lettres patentes du mois de juillet 1425, il lui retire le titre pour investir Charles d'Anjou.
Charles d'Anjou († 1473), comte du Maine (1434), fils de Louis II d'Anjou, reçut le titre de comte de Mortain en juillet 1425 à Poitiers.

### Reconquête française de la Normandie
La Normandie est reprise aux Anglais en une année de 1449 à 1450 par Charles VII.
Charles de France, fils de Charles VII de France, frère de Louis XI de France reçoit le duché de Normandie et le titre de comte en octobre 1465. Son frère lui reprend le duché en 1469, mais à la suite d'une réconciliation le fait duc de Guyenne à la place.
Charles IV du Maine († 1473), comte du Maine et de Guise, porte à nouveau le titre en 1470.
François Ier donna le comté à Louis III de Montpensier († 1582), duc de Montpensier, en échange de terres situées aux Pays-Bas et promises par le roi à Charles Quint. Le titre resta dans la famille jusqu'à la mort d'Henri en 1608.
Sa fille Marie de Bourbon, duchesse de Montpensier, hérita du comté et de son immense fortune. Elle épousa Gaston de France en 1629, et leur fille Anne-Marie-Louise d'Orléans dite la Grande Mademoiselle qui le garda jusqu'à sa mort.
Philippe de France († 1701), frère de Louis XIV, lui succéda en qualité de légataire universel. Il le légua à son fils, et le titre resta dans la famille jusqu'à la Révolution.

### Période contemporaine
En raison du divorce de son fils Henri, Henri d'Orléans lui retire son titre de courtoisie de comte de Clermont pour lui donner celui de comte de Mortain, le 31 octobre 1984. Henri d'Orléans fils ne l'utilisera jamais.

## Liste des comtes de Mortain

### Comtes anglo-normands
- v. 1015- ? : Robert d'Avranches, fils illégitime du duc Richard Ier ;
- ?  -1026 : Richard, son fils ;
- 1026-ap. 1055 : Guillaume Guerlenc († 1067), seigneur d'Avranches. Exilé pour complot ;
- ap. 1056-1090 : Robert de Conteville dit Robert de Mortain. Demi-frère du Conquérant ;
- 1090-1106 : Guillaume de Mortain († 1140). Fils du précédent ;
- ap. 1106 - av. 1112 : Robert II de Vitré, futur baron de Vitré, fut comte peu de temps ;
- v. 1112-1135 : Étienne de Blois († 1154), comte de Boulogne. Il devint roi d'Angleterre et duc de Normandie en 1135.

Le titre est rattaché au duché lorsqu'Étienne devient duc de Normandie.
- 1142-1144 : Geoffroy V d'Anjou, comte d'Anjou et du Maine, devient de facto le maître du comté.

Le titre est rattaché au duché lorsque Geoffroy rend hommage au roi de France pour le duché de Normandie.
- 1154-1159 : Guillaume de Boulogne († 1159), fils d'Étienne de Blois.

Le titre revient au duché à sa mort.
- 1189-1199 : Jean d'Angleterre († 1216), futur roi d'Angleterre en 1199.

Le titre est rattaché au duché lorsque Jean devient duc de Normandie.
La Normandie est conquise en 1204 par la Philippe Auguste.

### Comtes français
- av. 1206-1211 : Renaud de Dammartin († 1217), comte de Boulogne ;

Le titre est érigé en comté-pairie.
- 1223-1234 : Philippe Hurepel de Clermont († 1234), comte d'Aumale et de Boulogne. Gendre du précédent ;
- 1232-???? : Aubry de Dammartin († après 1284), abandonna le titre à sa sœur. Fils du précédent ;
- ????-1252 : Jeanne de Dammartin († 1252) ;
  - Gaucher de Châtillon († 1250), comte de jure uxoris ;
- 1328-1343 : Jeanne II de Navarre († 1349) ;
  - Philippe III de Navarre († 1343), roi de Navarre ;
- 1344-1354 : Charles II de Navarre († 1387) ;
- 1408-1412 : Pierre de Navarre († 1412). Sans postérité ;
- 1412-1415 : Louis de Guyenne († 1415), duc de Guyenne ;
- 1416-1423 : Louis VII de Bavière-Ingolstadt († 1447), duc de Bavière ;

Reconquête de la Normandie par les anglais en 1418.

### Comtes anglais
- 1418-1419 : Edward († 1419) ;
- 1419-???? : Thomas Langholme ;
- 1422?-1427 : Jean de Lancastre († 1435), régent d'Angleterre à partir de 1422 ;
- 1427-1455 : Edmond Beaufort († 1455), créé le 22 avril 1427 ;
- 1455-1464 : Henri Beaufort († 1464), duc de Somerset. Fils et héritier du précédent.

La Normandie est reprise aux Anglais en 1450.

### Comtes français
Bien qu'ayant perdu le comté, le roi continue de créer des comtes
- 1423-1424 : Jean VIII d'Harcourt (1396-1424) ;
- 1424-1425 : Jean de Dunois (1403-1468), comte de Dunois ;
- 1425-???? : Charles IV du Maine (1414-1472), comte du Maine;

La Normandie est reprise aux Anglais en 1450
- 1465-1469 : Charles de France (1446-1472), duc de Normandie puis duc de Guyenne ;
- 1469-1472 : Charles IV du Maine (1414-1472), comte du Maine;
- 1529-1582 : Louis III de Montpensier (1513-1582), duc de Montpensier;
- 1582-1592 : François de Montpensier (1542-1592), duc de Montpensier. Fils du précédent ;
- 1592-1608 : Henri de Montpensier (1573-1608), duc de Montpensier. Fils du précédent ;
- 1608-1627 : Marie de Bourbon (1605-1627), duchesse de Montpensier. Fille du précédent ;
  - 1626-1660 : Gaston de France (1608-1660), duc d'Orléans ;
- 1660-1693 : Anne-Marie-Louise d'Orléans (1627-1693), duchesse de Montpensier. Fille des précédents ;
- 1693-1701 : Philippe de France (1640-1701), duc d'Orléans ;
- 1701-1723 : Philippe d'Orléans dit le Régent (1674-1723), duc d'Orléans, régent du roi Louis XV. Fils du précédent ;
- 1723-1752 : Louis d'Orléans dit le Pieux (1703-1752), duc d'Orléans. Fils du précédent ;
- 1752-1785 : Louis Philippe d'Orléans dit le Gros (1725-1785), duc d'Orléans. Fils du précédent ;
- 1785-1793 : Louis Philippe d'Orléans dit Philippe Égalité (1747-1793), duc d'Orléans. Fils du précédent, père de Louis-Philippe Ier (1773-1850), duc d'Orléans puis roi des Français.

### Titre de courtoisie
- de 1984 à 1990 : Henri d'Orléans (né en 1933 et mort en 2019), qui n'a jamais revendiqué ni utilisé ce titre. Descendant du roi Louis-Philippe Ier. Comte de Clermont (1957-1999), comte de Paris et duc de France (de 1999 à son décès).

### Sources
- David Douglas, The Earliest Norman Counts, The English Historical Review, vol. 61, no 240 (mai 1946), p. 129-156.
- Cassandra Potts, The Earliest Norman Counts Revisited: The Lords of Mortain., The Haskins Society Journal, 4 (1992), p. 23-36.
- Claude Groud-Cordray, David Nicolas-Méry, « Des comtes aux vicomtes d'Avranches et comtes de Mortain, du début du XIe siècle à 1066 », dans Revue de l'Avranchin et du Pays de Granville, 2007, vol. 84, p. 359-374.
- M. de Gerville, Recherche sur les anciens châteaux des arrondissements d'Avranches et de Mortain, département de la Manche, p. 180-187, dans Mémoires de la Société des Antiquaires de Normandie, années 1827 et 1828, Caen, 1828. En ligne sur Gallica.
- La généalogie des premiers comtes de Mortain sur Medieval Lands
- Gesta Normannorum ducum, Guillaume de Jumièges